# William Hastings-Bass
William Edward Robin Hood Hastings-Bass, 17e comte de Huntingdon, (né le 30 janvier 1948), est un pair héréditaire anglais et ancien entraîneur de chevaux de course de la reine Élisabeth II.
Il est membre de la Chambre des lords de 1990 à 1999.

## Jeunesse
Hastings-Bass fait ses études au Winchester College et au Trinity College de Cambridge. Il est issu d'une famille de cavaliers : son père Peter Hastings-Bass et son grand-père Aubrey Hastings sont entraîneurs de chevaux ; sa mère, Priscilla Hastings (en), est également propriétaire de chevaux de course et parmi les premières femmes admises comme membres du Jockey Club.
Il débute dans l'entraînement des chevaux en tant qu'assistant de Noel Murless et travaille ensuite en Australie avec Bart Cummings (en) et Colin Hayes (en).

## Carrière
Il obtient sa licence d'entraîneur en 1976. En dehors du monde de la course, il participe à des œuvres caritatives, en conduisant un camion chargé de fournitures vers la Bosnie et en participant à une randonnée à vélo à travers Bornéo et à un safari dans l'outback australien.
En août 1990, le 16e comte de Huntingdon décède sans fils. Hastings-Bass, arrière-petit-fils du 14e comte, hérite de ses pairies et rejoint la Chambre des Lords.
De 1988 à 1998, Huntingdon dirige son élevage à West Ilsley, dans le Berkshire, après avoir succédé à Dick Hern. Parmi les chevaux qu'il a entraînés figurent les vainqueurs de l'Ascot Gold Cup, Indian Queen et Drum Taps. Il prend sa retraite de l'entraînement de chevaux en 1998, invoquant des problèmes financiers.
Après avoir pris sa retraite en tant qu'entraîneur de chevaux de course de la reine, Huntingdon est nommé lieutenant de l'Ordre royal de Victoria (LVO).

## Vie privée
Huntingdon est marié à Susan Warner de 1989 à 2001 et est l'oncle maternel de l'entraîneur de chevaux de course Andrew Balding (en) et de la personnalité de la télévision Clare Balding (en).